# 에비앙

에비앙 로고

에비앙(Évian)은 제네바 호수의 남쪽 해안에 에비앙 레 방 근처 여러 소스에서 나오는 광천수를 이용하여 먹는샘물로 나오는 프랑스의 브랜드이다. 프랑스의 다국적 식품 기업인 다논그룹의 브랜드이다. 광천수 이외에도, 다논그룹은 유기농 스킨 케어 제품 라인뿐만 아니라 프랑스 럭셔리 리조트에도 에비앙의 이름을 사용한다. 대한민국에는 1994년 한보그룹 계열의 상아제약을 통해 처음으로 소개되었으며, 상아제약의 부도로 1997년에 잠시 수입이 중단되었다가 2004년부터 롯데칠성음료를 통해 다시 유통되고 있다.

## 같이 보기
- 토농 에비앙 FC